# Incendie du château de Windsor
 (mai 2020).
Si vous disposez d'ouvrages ou d'articles de référence ou si vous connaissez des sites web de qualité traitant du thème abordé ici, merci de compléter l'article en donnant les références utiles à sa vérifiabilité et en les liant à la section « Notes et références ».
L'incendie du château de Windsor, survenu le 20 novembre 1992, est un incendie qui s'est déclaré au château de Windsor, le plus grand château habité du monde et l'une des résidences officielles de la reine Élisabeth II. Le château a subi d'importants dommages et a été entièrement réparé au cours des années suivantes pour un coût de 36,5 millions de livres sterling, dans le cadre d'un projet mené par les architectes de conservation du Donald Insall Associates (en). Cela a conduit la Reine à payer des impôts sur ses revenus et à ouvrir le palais de Buckingham, l'autre résidence officielle de la Reine, au public pour aider à payer les travaux de restauration.

## Chronologie de l'incendie

### Origine de l'incendie

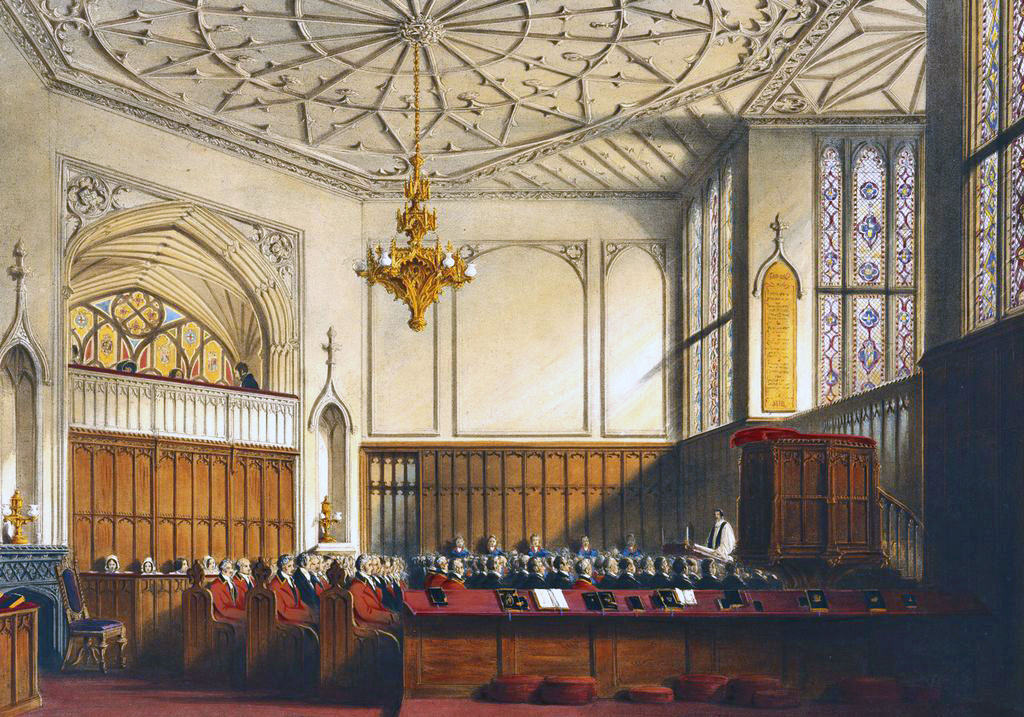
Un dessin de 1848 de la chapelle privée par Joseph Nash

L'incendie a commencé dans la chapelle privée de la reine à 11 h 15 du matin lorsqu'un rideau a été enflammé par un projecteur appuyé contre lui. Les agents de la Maison Royale étaient dans la chapelle à l'époque pour inspecter les œuvres d'art. Une alarme incendie s'est déclenchée dans la salle de surveillance des pompiers du château, dirigée par le chef des pompiers Marshall Smith. L'emplacement de l'incendie a été indiqué par une lumière sur une carte quadrillée du château. Initialement, la tour Brunswick était éclairée, mais les lumières ont rapidement commencé à clignoter, indiquant que le feu s'était rapidement propagé aux pièces voisines.
Une grande partie des appartements d'État a rapidement brûlé. Les entrepreneurs en construction travaillant dans une pièce voisine ont tenté de lutter contre l'incendie à l'aide d'extincteurs. Les rideaux de 9 m de long sont finalement tombés au sol et ont continué de brûler, tandis que les personnes présentes ont rapidement commencé à retirer les peintures de la chapelle, jusqu'à ce que la chaleur intense et la pluie des braises les obligent à partir à 11 h 32.
À 11 h 36, Marshall Smith a appuyé sur un interrupteur pour alerter la salle de contrôle de la caserne de pompiers de Reading. Il a ensuite activé l'alarme incendie publique dans le château et a téléphoné directement au Royal Berkshire Fire and Rescue Service (en), en donnant le message suivant : « château de Windsor ici ; nous avons un incendie dans la chapelle privée. Venez dans le Quadrangle comme prévu. »
Le château avait toujours sa propre brigade de pompiers de vingt personnes, dont six à plein temps. Équipés d'un Land Rover et d'une pompe à eau, ils étaient basés dans des écuries à trois kilomètres au sud du château et sont arrivés sur les lieux à 11 h 41. Les appareils du service d'incendie et de sauvetage sont arrivés à 11 h 44. À 11 h 56, 17 appareils de pompage avaient été commandés. Une opération visant à sauver des meubles et des œuvres d'art impliquant le personnel du château, des entrepreneurs en construction et le fils de la reine, le prince Andrew, avait commencé dans les pièces adjacentes à l'incendie.

### Progression de l'incendie
À 12 h 12, il y avait 20 camions de pompiers et à 12 h 20, il y en avait 35, avec plus de 200 pompiers de Londres, du Buckinghamshire, du Surrey, de l'Oxfordshire et du Berkshire. Le commandant des incendies était David Harper, chef adjoint des services d'incendie et de sauvetage du Service d'incendie et de sauvetage. L'officier en chef, Garth Scotford, était à l'étranger, en vacances.
À 12 h 20, l'incendie s'est propagé à St George's Hall, une salle de banquet et la plus grande salle des appartements d'État. Le nombre d'appareils d'incendie était de 39 et 225 pompiers étaient présents. Les tuyaux étaient dirigés à tous les niveaux du bâtiment entourant l'incendie. Pour indiquer l'ampleur de l'incendie, il n'y a eu qu'un seul incendie mobilisant 30 appareils dans tout le Grand Londres depuis 1973.
À 13 h 30, des coupe-feu avaient été créés par des commerçants sur le mur sud du Green Drawing Room (au bout de St George's Hall, du côté est du Quadrangle), et à l'angle nord-ouest de la Chester Tower, où cette tour rejoint le Grand Corridor. À ce moment-là, les pompiers avaient commencé à maîtriser l'incendie, bien que le toit des appartements d'État ait commencé à s'effondrer.
À 15 h 30, les étages de la tour Brunswick se sont effondrés. Les pompiers ont dû se retirer temporairement pour retrouver trois hommes qui s'étaient brièvement perdus dans la fumée, et se sont retirés à nouveau parce que les hommes étaient temporairement portés disparus lorsqu'une partie du toit s'est effondrée.
À 16 h 15, l'incendie s'était ravivé dans la tour Brunswick. À la tombée de la nuit, le feu s'est concentré dans la tour qui, à 18 h 30, a été engloutie par des flammes atteignant 15 m de haut.
À 19 h, le toit de St George's Hall s'est finalement effondré.
À 20 h, après neuf heures de lutte, l'incendie était maîtrisé. Il a continué de brûler pendant encore trois heures.
À 23 h, le feu principal a été éteint et à 2 h 30, les derniers incendies secondaires ont été éteints. Des poches de feu sont restées jusqu'aux premières heures du matin, environ 15 heures après le début de l'incendie. Soixante pompiers avec huit appareils sont restés en service pendant plusieurs jours. Le feu s'était propagé rapidement en raison des grandes cavités et des vides dans le toit. 7 millions de litres d'eau provenant de l'alimentation en eau du réseau, d'une borne-fontaine, d'une piscine, d'un étang et de la Tamise à proximité avaient été utilisés pour lutter contre l'incendie.

## Famille royale
La reine a été informée de l'incendie par un appel téléphonique du prince Andrew, qui se trouvait dans les écuries de l'autre côté du quadrilatère des appartements d'État pour effectuer des travaux de recherche pour son cours au Staff College de Camberley (en) lorsque l'incendie s'est déclaré. Elle est arrivée à 15 h et est restée au château pendant une heure. Le prince Andrew a informé la presse, disant aux journalistes que Sa Majesté était dévastée, et le prince de Galles a visité le château dans la soirée. La reine est revenue le lendemain matin pour inspecter les dégâts.
Dans un discours prononcé devant le Guildhall le 24 novembre, la reine a décrit 1992 comme une annus horribilis, une expression latine signifiant « année horrible ». Plus tôt dans l'année, le palais de Buckingham avait annoncé la séparation du duc et de la duchesse d'York, et des révélations sur le mariage du prince Charles et de Diana Spencer avaient été publiées dans les médias et dans un livre écrit par Andrew Morton. Deux semaines plus tard, la séparation de Charles et Diana a été annoncée.

## Opération de sauvetage
Outre plusieurs centaines de pompiers directement impliqués dans la lutte contre l'incendie, le personnel et les commerçants ont aidé les pompiers du château et le corps de sauvetage volontaire à déplacer les meubles et les œuvres d'art des appartements menacés, y compris une table de 46 mètres et un tapis de 37 m de long de la Chambre de Waterloo (en) à la sécurité de l'école d'équitation du château. Ce fut une opération énorme : 300 horloges, une collection de miniatures, des milliers de livres et manuscrits historiques précieux, et d'anciens dessins de maître de la Bibliothèque royale (en) ont été sauvés. Sur les instructions des pompiers, de lourds coffres et tables ont été abandonnés. Tous les autres articles ont été placés sur des bâches géantes dans la terrasse nord et le quadrilatère, et la police a fait appel à des dizaines de fourgons de déménagement d'une grande partie des Home Counties pour transporter des articles vers d'autres parties du château.
Des membres de la Maison royale, dont le comte d'Airlie, ont participé à l'opération. Le Département des collections royales a été particulièrement actif, notamment le directeur, Sir Geoffrey de Bellaigue (en), le Conservateur des tableaux, Christopher Lloyd, le Conservateur  adjoint des œuvres d'art de la reine, Hugh Roberts, la Conservatrice de la salle des dessins, estampes et gravures, Mme Roberts et le bibliothécaire, Oliver Everett. La Household Cavalry est arrivée de la caserne Combermere (en) toute proche. Une centaine d'officiers et d'hommes des Life Guards se sont révélés inestimables pour déplacer des objets volumineux. En tout, 125 employés du château, 125 entrepreneurs, 100 militaires et 20 employés du Crown Estate ont participé à l'opération de sauvetage.
Il n'y a eu ni blessé grave ni mort. Dean Lansdale, un décorateur de la chapelle privée, s'est brûlé les mains en enlevant des photos, dont il a sauvé trois ou quatre. Il a été transféré à la chirurgie royale, puis à l'hôpital. Un porte-parole royal a nié avoir rapporté dans les médias que Christopher Lloyd (en), le Conservateur des tableaux de la reine, avait subi une crise cardiaque. Cinq pompiers ont été transportés à l'hôpital avec des blessures mineures.

## Étendue des dégâts au château

### Dommages structurels
La principale perte concernait la structure du château. Le faux plafond de St George's Hall et le vide pour les camions de charbon sous le plancher avaient permis au feu de se propager. Il a brûlé jusqu'à la tour Chester. Plusieurs plafonds se sont effondrés. Les appartements incendiés comprenaient la Crimson Drawing Room (complètement vidée), la Green Drawing Room (gravement endommagée, bien que partiellement détruite par la fumée et l'eau) et la Chapelle privée de la Reine (y compris l'orgue double face du XIXe siècle d'Henry Willis (en) dans la galerie entre St George's Hall et la chapelle privée de la reine, des boiseries en chêne, du verre et l'autel).
St George's Hall a survécu avec les murs en grande partie intacts, mais le plafond s'est effondré. La salle à manger d'État de la tour Prince de Galles et la grande salle de réception ont également été dévastées. Au total, 100 chambres ont été touchées par l'incendie. Les petits appartements endommagés ou détruits comprenaient la Chambre des étoiles, la salle octogone, la tour Brunswick (recouverte de 3,5 mètres de débris), la tour Cornwall, la tour Prince de Galles, la tour Chester, la salle Holbein et la grande cuisine, qui a perdu son plâtre, corniches et la plupart des bois médiévaux. Le mur extérieur au-dessus de la baie vitrée du Crimson Drawing Room (entre la tour Prince de Galles et la tour Chester) a été gravement calciné.

### Contenu

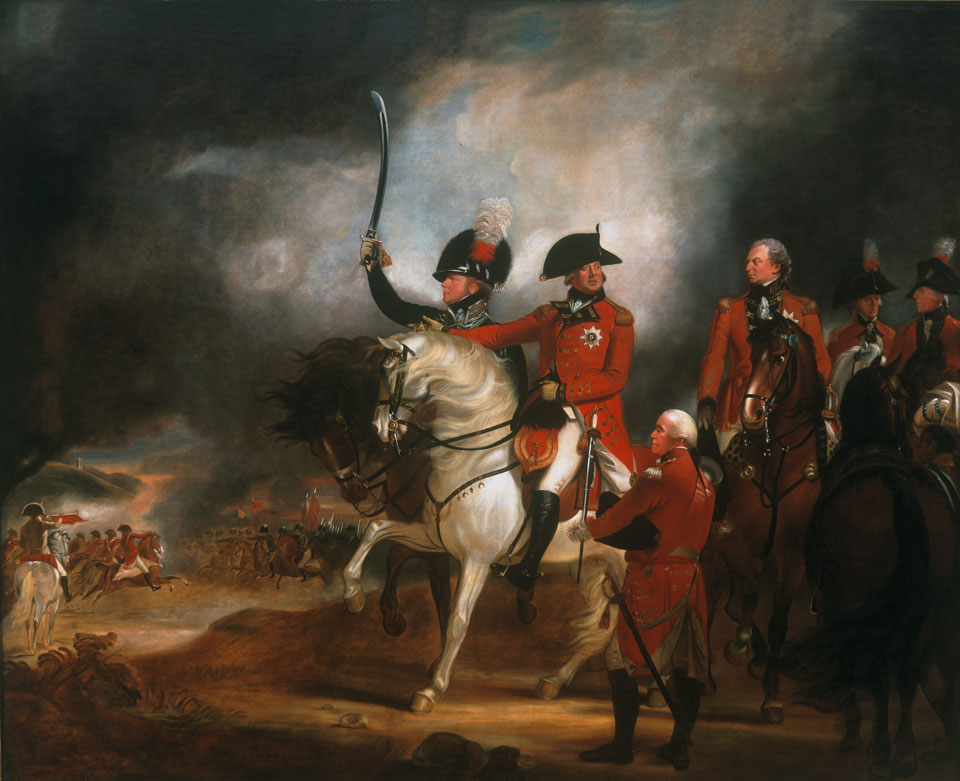
Une plus petite copie du tableau George III et le Prince de Galles examinant les troupes, un grand tableau détruit dans l'incendie

La veille, les pièces les plus gravement endommagées avaient été en grande partie vidées de leur précieux contenu et certaines peintures étaient prêtées à une exposition itinérante. Les articles de la collection royale perdus incluent le portrait équestre de Sir William Beechey George III et le Prince de Galles examinant les troupes (en), qui, mesurant 4 m par 5 m, était trop grand pour être enlevé ; un buffet de 5,5 m de long des années 1820 par Morel et Seddon; plusieurs articles en porcelaine; plusieurs lustres ; l'orgue Willis ; et le tapis d'Axminster de l'exposition universelle de 1851 a été en partie brûlé. Peter Brooke, alors secrétaire d'État au Patrimoine national, a qualifié l'incendie de catastrophe nationale.

### Tourisme
Les touristes ont été autorisés à pénétrer dans l'enceinte dans les trois jours. La Reine était de retour en résidence quinze jours plus tard. La galerie et la Queen Mary's Dolls' House ont rouvert en décembre. Les appartements d'État ont rouvert en 1993 après que le recâblage a été accompli, avec toutes les salles principales ouvertes à Pâques, quand seulement la salle de St George et la grande salle de réception sont restées fermées. Ainsi, onze des quinze chambres principales des appartements d'État étaient ouvertes et deux étaient toujours en cours de restauration à long terme, deux autres ayant été détruites.

## Projet de restauration

### Financement
On craignait initialement qu'il ne fallût 60 millions de livres sterling pour restaurer le château, bien que le coût final ait été de 36,5 millions de livres sterling (équivalent à 58 millions de livres sterling en 2016), et l'on pensait que l'assèchement du château prendrait 10 ans. Les palais royaux occupés comme le château de Windsor sont trop précieux pour être assurés et les objets de la collection royale ne sont pas assurés contre la perte. Une fiducie indépendante pour les dons privés vers le coût de la restauration a été annoncée le 16 février 1993 par la banque de la Reine, Coutts (en). Le 29 avril 1993, il a été annoncé que 70 % des coûts seraient couverts en faisant payer au public l'entrée dans l'enceinte du château et 8 £ pour l'entrée au palais de Buckingham pendant les cinq années suivantes. La Reine a contribué à hauteur de 2 millions de livres sterling de son propre argent, et elle a accepté de commencer à payer l'impôt sur le revenu à partir de 1993, ce qui fait d'elle le premier monarque britannique à le faire depuis les années 1930.

### Planification

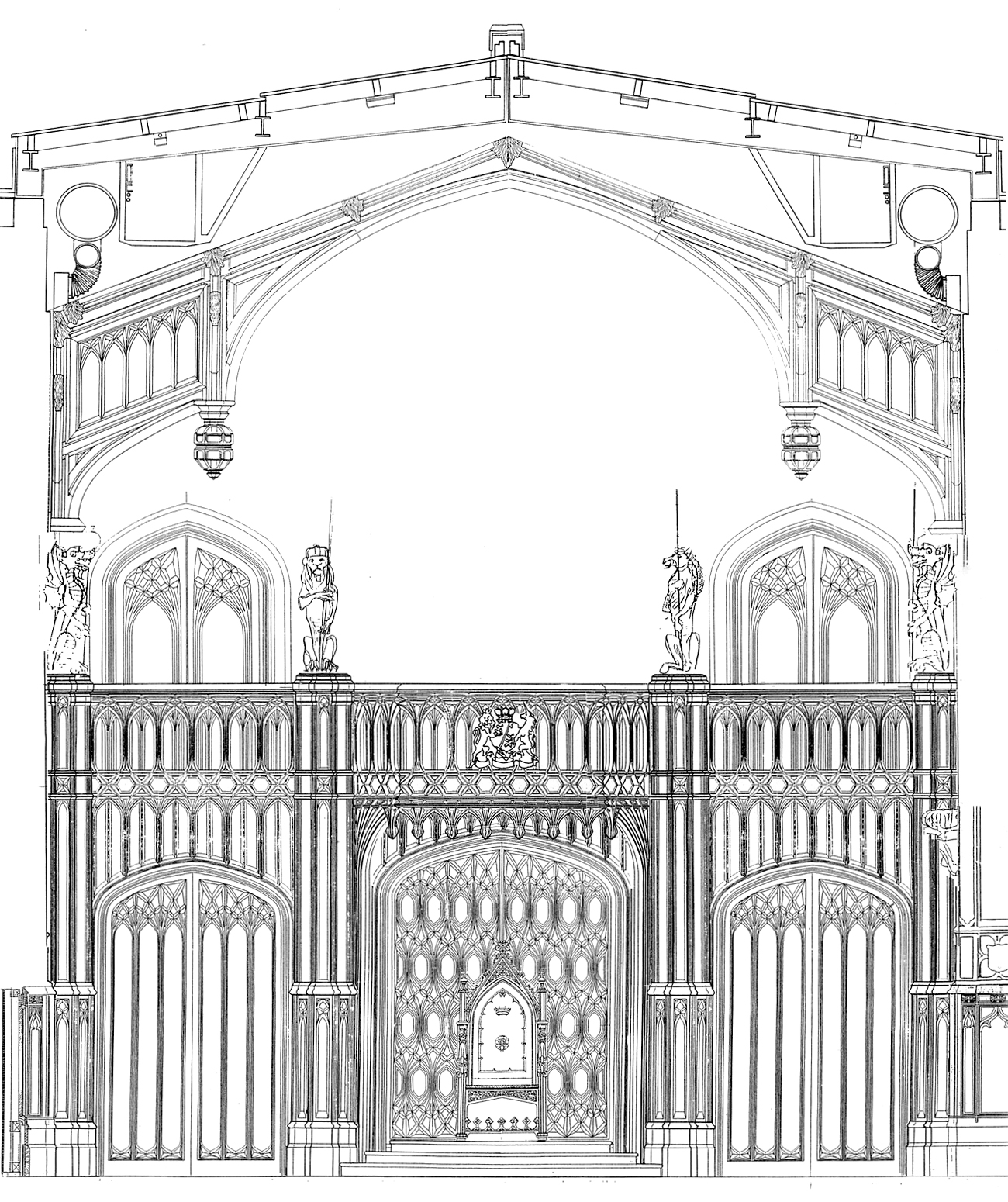
Un schéma du toit et des boiseries du nouveau St George's Hall

Le 7 juin 1994, les détails du projet de restauration ont été annoncés. Le cabinet d'architectes Donald Insall Associates a été nommé par la Maison royale pour prendre en charge la restauration globale, Sidell Gibson s'occupant de la reconstruction de St George's Hall et de la conception du nouveau hall des lanternes et de la chapelle privée. Plus de la moitié des pièces endommagées et détruites, y compris les salles à manger d'État et de l'Octogone, devaient être restaurées comme à l'origine. Il devait y avoir de nouvelles conceptions pour le plafond du St George's Hall (avec des poutres de renforcement en acier dans le toit), et East Screen, ainsi que la Chapelle privée de la Reine, les salles Stuart et Holbein. Cependant, seule la Chapelle privée de la Reine et plusieurs salles modernes devaient être restaurées dans un style moderne.
Les dessins ont été soumis à un comité de restauration, dont le président était le duc d'Édimbourg et le vice-président était le prince de Galles. Les membres comprenaient le comte d'Airlie (Lord Chamberlain), Sir Hayden Phillips (en) (secrétaire permanent du ministère du Patrimoine national, Lord St John of Fawsley (président de la Royal Fine Art Commission (en)), Sir Jocelyn Stevens (en) (président du English Heritage), Frank Duffy (en) (président du Royal Institute of British Architects) et trois hauts fonctionnaires du palais.
L'incendie, si catastrophique fût-il, a permis de réaliser de nouveaux travaux architecturaux majeurs. Bien que critiqués par certaines personnes qui pensaient qu'ils manquaient d'imagination, les architectes pensaient que, compte tenu de l'histoire du bâtiment et du tissu survivant, la nouvelle œuvre devait être gothique.

### Exécution
Le buffet doré de la salle à manger d'État, long de 6 mètres et fabriqué en bois de rose et de chêne rare, a été conçu à l'origine par Augustus Pugin au XIXe siècle. Il a dû être reproduit par NEJ Stevenson (en) en utilisant seulement quelques photographies et descriptions.
De nouvelles conceptions pour St George's Hall et la Chapelle privée de la Reine ont été approuvées par la Reine le 24 janvier 1995. Conçu par l'architecte Giles Downes, le nouveau toit de St George's Hall est un exemple de plafond à poutres martelées (en). La nouvelle chapelle et les cloîtres adjacents ont été réalignés pour former un itinéraire processionnel des appartements privés, à travers un vestibule octogonal, dans le St George's Hall. Le nouveau toit de Giles Downes est la plus grande structure en chêne vert construite depuis le Moyen Âge et est décoré de boucliers aux couleurs vives célébrant l'élément héraldique de l'Ordre de la Jarretière ; la conception tente de créer une illusion de hauteur supplémentaire à travers les boiseries gothiques le long du plafond. Les commentateurs ont noté que le travail de Giles Downes faisait beaucoup pour compenser les dimensions initialement défectueuses de la salle. Le hall de la lanterne a des colonnes en chêne formant un plafond voûté, imitant un lis d'arum.
La première étape de la restauration structurelle a été achevée en mai 1996. L'aménagement, initialement prévu pour se terminer au printemps 1998, a eu lieu le 17 novembre 1997. La reine a organisé une réception dans la salle nouvellement restaurée pour les architectes et les entrepreneurs en construction impliqués dans le projet.